# Leptojulis chrysotaenia
Leptojulis chrysotaenia là một loài cá biển thuộc chi Leptojulis trong họ Cá bàng chài. Loài này được mô tả lần đầu tiên vào năm 1981.

## Từ nguyên
Từ định danh của loài được ghép bởi hai từ trong tiếng Latinh: chrysos: "kim loại vàng" và taenia: "dải ruy băng", hàm ý đề cập đến dải màu vàng cam dọc theo chiều dài cơ thể ở hai bên lườn của chúng.

## Phạm vi phân bố và môi trường sống
L. chrysotaenia có phạm vi phân bố ở Ấn Độ Dương. Loài này được ghi nhận tại Sri Lanka và bờ biển phía đông nam Ấn Độ; quần đảo Mergui (phía đông của biển Andaman) trải dài đến đảo Sumatra, Java và một phần phía tây của quần đảo Sunda Nhỏ (Indonesia).
L. chrysotaenia sống trên nền đáy cát bùn và đá dăm lẫn san hô vụn ở độ sâu khoảng từ 4 đến 30 m.

## Mô tả
L. chrysotaenia có chiều dài cơ thể tối đa được ghi nhận là 11 cm. Cơ thể cá trưởng thành có màu xanh lục lam với một dải sọc màu vàng da cam dọc theo chiều dài thân ở hai bên lườn (từ sau mang kéo dài đến giữa cuống đuôi). Đầu có nhiều vệt đốm màu vàng cam. Cá con có đốm đen lớn trên vây lưng.
Số gai ở vây lưng: 9; Số tia vây ở vây lưng: 11; Số gai ở vây hậu môn: 3; Số tia vây ở vây hậu môn: 11.

## Hành vi và tập tính
Cá con bơi theo những nhóm nhỏ, còn cá trưởng thành thường được quan sát là sống đơn độc.